# Wiesław Trąmpczyński
Wiesław Antoni Trąmpczyński (ur. 13 października 1947 w Warszawie) – polski inżynier mechanik i nauczyciel akademicki, profesor nauk technicznych, rektor Politechniki Świętokrzyskiej w kadencjach 2000–2002, 2002–2005, 2005–2008, 2016–2020.

## Życiorys
Syn Witolda Trąmpczyńskiego. Absolwent VI Liceum Ogólnokształcącego im. Tadeusza Reytana w Warszawie (1965). Ukończył studia na Wydziale Maszyn Roboczych i Pojazdów Politechniki Warszawskiej. W 1975 uzyskał stopień doktora nauk technicznych, habilitował się w 1987. W 1996 otrzymał tytuł profesora nauk technicznych. Specjalizuje się w zagadnieniach z zakresu budowy maszyn, mechaniki gruntów, konstrukcji budowlanych i diagnostyki.
W 1971 był zatrudniony Warszawskich Zakładach Maszyn Budowlanych. Od tego samego roku do 1996 pracował w Instytucie Podstawowych Problemów Techniki. Następnie przeszedł na Politechnikę Świętokrzyską (jako kierownik Katedry Geotechniki), w 1998 objął stanowisko profesora zwyczajnego. W 2000 został wybrany na rektora tej uczelni (zastąpił zmarłego w trakcie kadencji Henryka Frąckiewicza). Ponownie wybierany w 2002 i w 2005, funkcję tę pełnił do 2008. W 2005 został kierownikiem m.in. Katedry Wytrzymałości Materiałów, Konstrukcji Betonowych i Mostowych. W kwietniu 2016 ponownie wybrany na rektora Politechniki Świętokrzyskiej na kadencję 2016–2020 (od 1 września 2016).
Przebywał na zagranicznych stażach naukowych na uczelniach w Leicester i Bochum. Uzyskał członkostwo w Komitecie Inżynierii Lądowej i Wodnej Polskiej Akademii Nauk. Jest autorem lub współautorem ponad 70 prac naukowych (w tym dwóch monografii) z zakresu mechaniki gruntów, automatyzacji i optymalizacji procesów urabiania gruntów narzędziami maszyn do robót ziemnych, sterowania osprzętem maszyn budowlanych, wytrzymałości metali (wysokotemperaturowe pełzanie, obciążenia cyklicznie zmienne) i kształtowania.

## Odznaczenia i wyróżnienia
W 2002 otrzymał Nagrodę Miasta Kielce. W 2004 został odznaczony Krzyżem Kawalerskim Orderu Odrodzenia Polski. W 2020 otrzymał Medal im. prof. Stefana Kaufmana, a w 2021 Odznakę Honorową Województwa Świętokrzyskiego.